# 해맞이역사도서관
해맞이역사도서관은 서울특별시 양천구의 도서관이다.

## 연혁
- 2015.10.22 해맞이도서관 개관
- 2019.07 해맞이역사도서관으로 명칭 변경

## 시설 현황
- 2층 종합자료실
- 3층 열람실 및 노트북실

## 이용 안내
이용 시간
- 화~금요일 09:00 ~ 22:00
- 토, 일요일 10:00 ~ 18:00

휴관일
- 매주 월요일
- 법정 공휴일